# Orthione mesoamericana
Orthione mesoamericana là một loài chân đều trong họ Bopyridae. Loài này được Markham miêu tả khoa học năm 2004.